# John Larry
John Larry (Beveren-Waas, 21 juli 1947), pseudoniem van Armand Parijs is een Belgische zanger, platenverkoper en marktkramer afkomstig uit het Vlaamse Beveren-Waas.

## Carrière
Als achtjarige volgde Armand lessen in de muziekschool van Beveren. Hij speelde er saxofoon in de Harmonie en leerde zichzelf ook begeleiden op de gitaar. Op zijn dertiende zong hij reeds liederen zoals het  ‘Ave Maria’ in de plaatselijk parochiezaal.
Eerst werd hij in de uitzending 'Le grand cirque de France' van radio Luxemburg bekroond en tijdens de Grote Varietéprijs van Oostende in 1963 behaalde John, eer hij zestien werd, de tweede plaats en de prijs van het publiek. Daardoor mocht hij een plaat opnemen. Van het nummer 'Alleen' werden 120.000 exemplaren verkocht. Nadien volgde nog een Franse, Duitse en een Engelstalige versie. Voor de single 'Alleen' ontving hij een gouden plaat. Daarna volgde nog een zilveren plaat voor 'Dicht bij jou, Chérie'.
John trad negen jaar lang op in zowat alle Vlaamse zalen. Als hij in 1966 zijn legerdienst moet doen te Gent en Antwerpen brengt hij 'S.M. 24.730' op de markt. Tussen 1967 en 1970 ging hij op tournee met Roy Orbison en Trini Lopez.
In 1970 startte hij samen met een vriend een platenzaak te Roosdaal en daarna opende hij samen met zijn vrouw een platenwinkel te Kieldrecht. Hij verkocht ook platen op de markten van het Waasland.
Hij schreef eveneens liedjes voor zichzelf en andere bands, zangers of zangeressen. Zo staan op de cd 'Hou van mij' van 2007 zes liedjes met vermelding van Armand Parijs. Zijn zangcarrière stopte even in 1974 omdat zijn gezin toen op de eerste plaats kwam.
Van 1981 tot 1991 komen opnieuw een aantal platen van John Larry uit. Bij VNC komen in 1999 een dubbel-cd en in 2010 een verzamel-cd met 32 liedjes op de markt. Bij de firma Scorpion (D&V) komt in 2007 nog 'Hou van mij' uit. In 2015 gaf hij tijdens de Beverse Feesten zijn laatste optreden.

## Discografie

### Albums
| Titel                                         | Platenmaatschappij | Jaartal |
| --------------------------------------------- | ------------------ | ------- |
| Bestsellers                                   | Polydor            | 1967    |
| Mijn grootste suksessen                       | Polydor            | 1967    |
| Een avond met John Larry                      | Polydor            | 1969    |
| Voor jou alleen                               | Eurec              | 1972    |
| Hier ben ik weer                              | Limbo Records      | 1984    |
| Van eenzame harten en mooie momenten          | Limbo Records      | 1986    |
| Uren en dagen met ... John Larry              | Limbo Records      | 1989    |
| Jaren kwamen, jaren gingen - cd               | JLS                | 1991    |
| De allergrootste hits van John Larry - 2 x cd | VNC                | 1999    |
| Hou van mij - cd                              | Scorpion (D&V)     | 2007    |
| Mjn mooiste juweeltjes - cd                   | VNC                | 2010    |

### Extended Play (EP)
| A-zijde                                                       | B-zijde                                        | Platenmaatschappij | Jaartal |
| ------------------------------------------------------------- | ---------------------------------------------- | ------------------ | ------- |
| A1 Dicht bij jou Chérie A2 Die uren zonder jou                | B1 Alleen B2 Geloof je mij?                    | Polydor            | 1964    |
| A1 Waarom (kan ik jou niet vergeten)? A2 Ied're zaterdagavond | B1 Geen meisje ter wereld B2 Ik zie in je ogen | Polydor            | 1964    |
| A1 Terug in mijn armen A2 Lach maar niet te vlug              | B1 De jongen uit je droom B2 Verloren liefde   | Polydor            | 1964    |
| A1 Laat je hoofd op m'n schouder A2 Wat nu gedaan?            | B1 In de nacht B2 Dans wat dichter bij mij     | Polydor            | 1966    |

### Singles
| A-zijde                                | B-zijde                              | Platenmaatschappij | Jaartal |
| -------------------------------------- | ------------------------------------ | ------------------ | ------- |
| Alleen                                 | Die uren zonder jou                  | Polydor            | 1963    |
| Wo warst du nur?                       | Du bist schön, Chérie                | Polydor            | 1964    |
| Dicht bij jou, Chérie                  | Geloof je mij                        | Polydor            | 1964    |
| Waarom (kan ik jou niet vergeten)      | Geen meisje ter wereld               | Polydor            | 1964    |
| Allein                                 | Bambina Sabrina                      | Ursus (DE)         | 1964    |
| Ik zie in je ogen                      | Ied're zaterdagavond                 | Polydor            | 1965    |
| Dans wat dichter bij mij               | Wat nu gedaan                        | Polydor            | 1965    |
| Terug in mijn armen                    | Verloren liefde                      | Polydor            | 1966    |
| In de nacht                            | Laat je hoofd op m'n schouder        | Polydor            | 1966    |
| S.M. 24.730                            | Vergeet me niet                      | Polydor            | 1966    |
| Vroeg of laat                          | Geloof niet alles                    | Polydor            | 1967    |
| Wanneer zie ik je weer?                | Maar je kussen zal ik nooit vergeten | Polydor            | 1967    |
| De laatste avond                       | Brief aan mama                       | Polydor            | 1968    |
| Laat mij de eerste zijn                | Jenny                                | Polydor            | 1968    |
| Een lied van verdriet                  | Ik fluister je naam                  | Polydor            | 1969    |
| Oh Mamma Mia                           | Dingen die je niet vergeet           | Polydor            | 1969    |
| Waar is de zon van onze liefde?        | Zoek jij het land van de zon papa?   | Polydor            | 1970    |
| Kleine Roos                            | Ik kan niet leven zonder jou         | Polydor            | 1970    |
| Vreemde handen, vreemde lippen         | Voor jou alleen                      | Eurec              | 1971    |
| Nu                                     | Meisjes                              | Polydor            | 1971    |
| Ik ben nog steeds alleen               | Daar in die dancing                  | Eurec              | 1971    |
| Nooit of nooit geen lente meer         | Zonder liefde, zonder jou            | Eurec              | 1972    |
| Die eerste kus van jou                 | Een beetje vreugd, een beetje smart  | 11 Provinciën      | 1972    |
| Vreemde handen vreemde lippen          | Voor jou alleen                      | Eurec              | 1972    |
| Geen ander dan jij (Remember my heart) | In ibiza                             | 11 Provinciën      | 1973    |
| Eenzame nachten                        | Jij hebt er verstand van             | Monopole           | 1974    |
| Alleen (Golden Oldies 39)              | Maar je kussen zal ik nooit vergeten | Polydor            | 1981    |
| Diep in mijn hart                      | Heb ik dat verdiend                  | Panky Records      | 1981    |
| Die kleine dingen                      | De wereld moest vol mensen zijn      | Limbo Records      | 1981    |
| Schat waar was jij?                    | Blijf toch bij me vannacht           | Limbo Records      | 1983    |
| De eerste grote liefde                 | Laat je hart toch spreken            | Limbo Records      | 1984    |
| 't Is niet allemaal goud wat blinkt    | Ik mis je zo                         | LImbo Records      | 1984    |
| 'n Hart van goud                       | Eerlijk duurt het langst             | Limbo Records      | 1985    |
| Waarom buig jij je hoofd?              | Laten we lief zijn voor elkaar       | Limbo Records      | 1985    |
| Jaren kwamen, jaren gingen             | Als je wist wat ik wou               | Limbo Records      | 1986    |
| Er klonk 'n lied door de nacht         | Kom wat dichterbij                   | Limbo Records      | 1986    |
| Verboden liefde                        | Als je alleen bent                   | Limbo Records      | 1987    |
| 'n Zwoele zondag in Athene             | Moeder                               | Limbo Records      | 1987    |
| Ik wil weer terug naar Rhodos          | Doe geen domme dingen                | Limbo Records      | 1988    |
| Ik zie tranen in je ogen               | Ben je nog kwaad op mij              | Limbo Records      | 1988    |
| 'n Laatste glimlach                    | Stille liefde, stil verdriet         | Limbo Records      | 1989    |
| Uren, dagen, maanden, jaren            | Vergeten, verlaten, alleen           | Limbo Records      | 1989    |
| Met 'n hart vol jalousy                | Bedankt en tot weerzien              | Limbo Records      | 1990    |
| Kom dans met mij                       | Ik laat je vrij m'n schat            | Limbo Records      | 1991    |